# Mona Ozouf
Mona Ozouf (ur. 24 lutego 1931) – francuska historyk. 

## Życiorys
Pochodziła z rodziny bretońskiej. Absolwentka École normale supérieure. Do 1956 roku była członkiem Francuskiej Partii Komunistycznej. Zajmuje się dziejami rewolucji francuskiej. Jest związana z Centre national de la recherche scientifique. Jej mężem jest Jacques Ozouf. Jest stałą publicystką "Le Nouvel Observateur". Jest związana z Szkołą Annales.

## Wybrane publikacje
- L'École, l'Église et la République 1871–1914, Paris, Armand Colin, 1962 ISBN 2-02-014730-0 ; réédition Points Histoire, 2007
- La Fête révolutionnaire 1789–1799, Paris, Gallimard, 1976 ISBN 2-08-081264-5
- L'École de la France : essai sur la Révolution, l'utopie et l'enseignement, Paris, Gallimard, 1984 ISBN 2-07-070202-2
- Dictionnaire critique de la Révolution française, en coll. avec François Furet, Paris, Flammarion, 1988 ISBN 2-08-211537-2
- Dictionnaire critique de la Révolution française Institutions et créations, en coll. avec François Furet, Paris, Flammarion, 1993 ISBN 2-08-081265-3
- Dictionnaire critique de la Révolution française Événements, en coll. avec François Furet, Paris, Flammarion, 1993 ISBN 2-08-081266-1
- Dictionnaire critique de la Révolution française Acteurs, en coll. avec François Furet, Paris, Flammarion, 1993 ISBN 2-08-081264-5
- L'Homme régénéré : essai sur la Révolution française, Paris, Gallimard, 1989 ISBN 2-07-071742-9
- Mona Ozouf et Jacques Ozouf, La République des instituteurs, Paris, Gallimard, 1989 ISBN 2-02-047962-1
- La Gironde et les Girondins, Paris, Payot, 1991, ISBN 2-228-88400-6
- Le Siècle de l'avènement républicain, en coll. avec François Furet, Paris, Gallimard, 1993
- Les Mots des femmes : essai sur la singularité française, Paris, Fayard, 1995, ISBN 2-213-59394-9
- Das Pantheon, Wagenbach, 1996
- La Muse démocratique, Henry James ou les pouvoirs du roman, Paris, Calmann-Lévy, 1998 ISBN 2-7021-2824-6
- Un itinéraire intellectuel, en coll. avec François Furet, Paris, Calmann-Lévy, 1999 ISBN 2-7021-2952-8
- Les Aveux du roman. Le s-XIXe entre Ancien Régime et Révolution, Paris, Fayard, 2001 ISBN 2-213-61012-6, prix Guizot-Calvados
- Le Langage blessé : reparler après un accident cérébral, Paris, Albin Michel, 2001 ISBN 2-226-11684-2
- Une autre République : 1791 L'occasion et le destin d'une initiative républicaine, en coll. avec Laurence Cornu, Paris, L'Harmattan, 2004 ISBN 2-7475-7477-6
- Varennes. La mort de la royauté, 21 juin 1791, Paris, Gallimard, 2005 ISBN 2-07-077169-5
- Jules Ferry, Paris, Bayard-Centurion, 2005 ISBN 2-227-47493-9
- Varennes, la mort de la royauté, Paris, Gallimard, 2006 ISBN 2-07-077169-5, prix des Ambassadeurs 2006
- Composition française: retour sur une enfance bretonne, Paris, Gallimard, 2009 ISBN 2-07-012464-9, prix du Mémorial-grand prix littéraire d'Ajaccio 2009
- La Cause des livres, Paris, Gallimard, 2011 ISBN 978-2-07-013457-1
- Jules Ferry : La liberté et la tradition, Paris, Gallimard, 2014 ISBN 2-07-014531X
- De Révolution en République : les chemins de la France, Paris, Gallimard, 2015 ISBN 978-2070145614

## Publikacje w języku polskim
- Święto rewolucyjne 1789-1799, przeł. Andrzej Siemek, Warszawa: Oficyna Naukowa 2008.